# Fraile Pintado
Fraile Pintado – miasto w Argentynie, w prowincji Jujuy, w departamencie Ledesma.
Według danych szacunkowych na rok 2010 miejscowość liczyła 13 300 mieszkańców.